# San Marcelino (Zambales)
San Marcelino is een gemeente in de Filipijnse provincie Zambales op het eiland Luzon. Bij de laatste census in 2010 telde de gemeente bijna 32 duizend inwoners.

## Geografie

### Bestuurlijke indeling
San Marcelino is onderverdeeld in de volgende 18 barangays:
| - Aglao - Buhawen - Burgos - Central - Consuelo Norte - Consuelo Sur - La Paz - Laoag - Linasin | - Linusungan - Lucero - Nagbunga - Rabanes - Rizal - San Guillermo - San Isidro - San Rafael - Santa Fe |

## Demografie
San Marcelino had bij de census van 2010 een inwoneraantal van 31.879 mensen. Dit waren 2.827 mensen (9,7%) meer dan bij de vorige census van 2007. Ten opzichte van de census van 2000 was het aantal inwoners gegroeid met 6.439 mensen (25,3%). De gemiddelde jaarlijkse groei in die periode kwam daarmee uit op 2,28%, hetgeen hoger was dan het landelijk jaarlijks gemiddelde over deze periode (1,90%).

De bevolkingsdichtheid van San Marcelino was ten tijde van de laatste census, met 31.879 inwoners op 416,86 km², 76,5 mensen per km².